# فرجينيا برنس
فرجينيا برنس (بالإنجليزية: Virginia Prince)‏ هي كاتبة غير روائية أمريكية، ولدت في 23 نوفمبر 1913 في لوس أنجلوس في الولايات المتحدة، وتوفي بنفس المكان في 2 مايو 2009.